# Anthonie Leemans

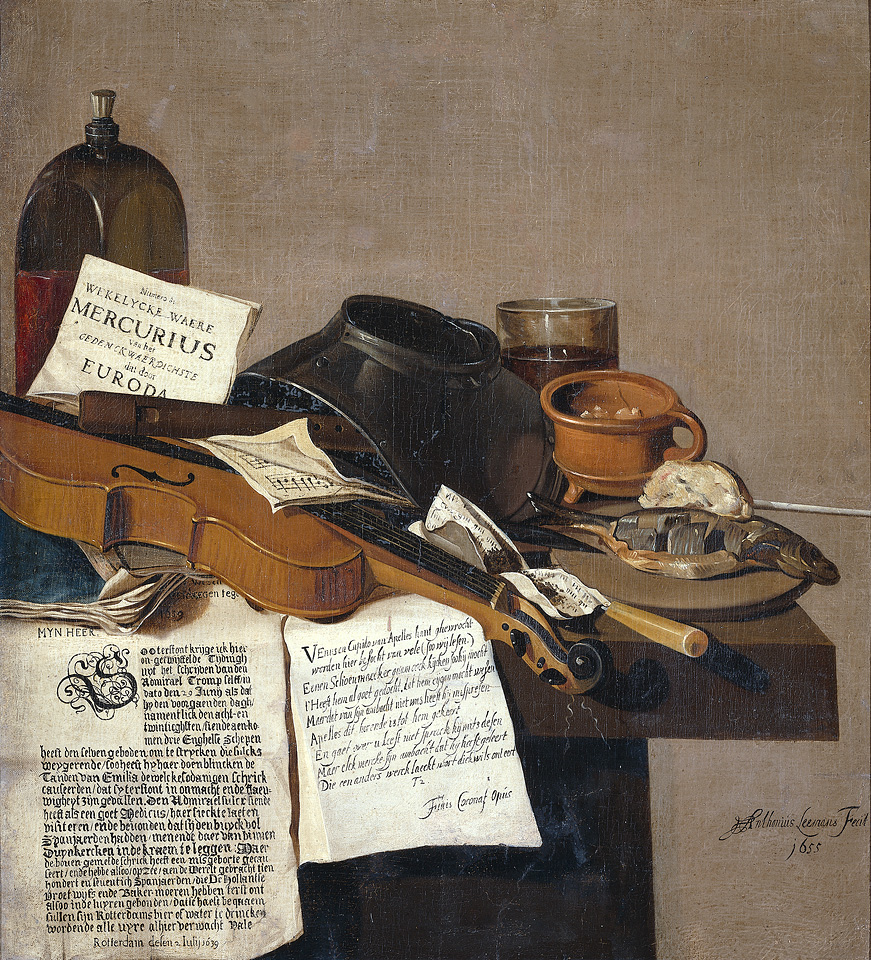
Stilleven met een exemplaar van De Waere Mercurius, een nieuwsblad over Tromp's overmeestering van drie Engelse schepen op 28 juni 1639, en een gedicht over de schoenmaker die het werk van Apelles misprijst, 1655, Rijksmuseum Amsterdam

Anthonie Leemans (Den Haag, 1631 - Amsterdam, 1673) was een Nederlands kunstschilder uit de periode van de Gouden Eeuw. Hij vervaardigde vanitas-, vruchten- en jachtstillevens, vaak met een trompe-l'oeil-effect, op groot formaat.
Leemans werd op 16 februari 1631 gedoopt in Den Haag. Hij was de oudere broer van de schilder Johannes Leemans, die werkzaam was in hetzelfde genre. Arnold Houbraken noemt in zijn werk De groote schouburgh der Nederlantsche konstschilders en schilderessen de naam van Leemans in het voorbijgaan als een kundig schilder van jachttaferelen en -benodigdheden, zonder overigens te vermelden over welke van de broers het gaat.
Anthonie Leemans was werkzaam in Den Haag in de periode 1650 - 1655. Hij trouwde er op 24 mei 1654 met Catharina van Nuyssenberch. Nadien vertrok hij naar Amsterdam, waar hij actief was van 1655 tot zijn dood. Hij was echter ook actief in andere Nederlandse plaatsen en het is eveneens mogelijk dat hij in Dordrecht is overleden.